# Penelope Sudrow
Penelope Sudrow (ur. 1966 w Los Angeles w Kalifornii) – amerykańska aktorka filmowa, telewizyjna i dubbingowa.
Jest córką aktora Lyle'a Sudrow. Występowała w roli Jennifer Cauffield, nastoletniej pacjentki kliniki psychiatrycznej, która w horrorze Koszmar z ulicy Wiązów III: Wojownicy snów (ang. A Nightmare on Elm Street 3: Dream Warriors, 1987) pada ofiarą demona Freddy’ego Kruegera. Wystąpiła w nieznacznych rolach w filmach Ogień z ogniem (ang. Fire with Fire, 1986), Przed egzekucją (ang. Dead Man Walking, 1988) i After Midnight (1989). Występowała także w telewizji. Od 1992 roku nie jest związana z zawodem aktorki.